# Şehzade

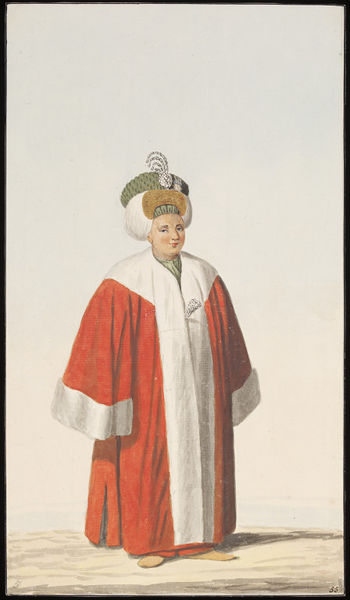
Uno Şehzade in abito da cerimonia, nel 1809

Şehzade (Persiano-ottomano شهزاده, DMG Šehzāde, da Pers. Šah, "re", e zāde, "figlio" / figlio) era il titolo di tutti i principi dell'Impero ottomano. Si ritiene che il titolo sia stato introdotto da Murad II  per i suoi figli; all'incirca nello stesso periodo con il titolo di Padischah. Più tardi, anche i figli degli Şehzade furono autorizzati a chiamarsi così. Gli insegnanti di uno Şehzade erano chiamati Lālā. Quando nell'Impero ottomano venne messa in atto una legge di successione stabile, lungo il XVII secolo, il Principe ereditario veniva nominato Valiahd Şehzade.
A Istanbul si trova la moschea di Şehzade, conosciuta come la "Moschea del Principe", che il sultano Solimano I fece costruire per commemorare il suo figlio prediletto, il principe Mehmed, morto prematuramente.